# Municipio de La Blanca
Municipio de La Blanca är en kommun i Guatemala.   Den ligger i departementet Departamento de San Marcos, i den sydvästra delen av landet, 170 km väster om huvudstaden Guatemala City.